# Троннсен, Андерс
Андерс Троннсен (норв. Anders Trondsen; род. 30 марта 1995, Лиллехаммер, Оппланн) — норвежский футболист, полузащитник «Гётеборга» и сборной Норвегии.

## Клубная карьера
Троннсен — воспитанник клуба «Лиллехаммер» из своего родного города. В 2011 году он дебютировал за основной состав во Втором дивизионе Норвегии. В 2012 году Андерс перешёл в «Стабек». 6 августа в матче против «Бранна» он дебютировал в Типпелиге. По итогам сезона клуб вылетел из элиты, но Троннсен остался в команде и получил место в основе, после ухода нескольких основных игроков. 12 мая 2013 года в поединке против «Мьёндалена» Андерс забил свой первый гол за «Стабек». По итогам сезона он помог команде вернуться в элиту.
В начале 2015 года Троннсен перешёл в «Сарпсборг 08». 6 апреля в матче против «Тромсё» он дебютировал за новую команду. 16 мая в поединке против «Лиллестрёма» Андерс забил свой первый гол за «Сарпсборг 08».
Летом 2017 года Троннсен перешёл в «Русенборг». 20 августа в матче против «Хёугесунна» он дебютировал за новую команду. 17 сентября в поединке против «Волеренги» Андерс забил свой первый гол за «Русенборг». В составе команды он дважды выиграл чемпионат и завоевал Кубок Норвегии. Летом 2020 года Троннсен перешёл в турецкий «Трабзонспор».

## Международная карьера
29 мая 2016 года в товарищеском матче против сборной Португалии Троннсен дебютировал за сборную Норвегии.

## Статистика

### Матчи Троннсена за сборную Норвегии
| Матчи Троннсена за сборную Норвегии | Матчи Троннсена за сборную Норвегии | Матчи Троннсена за сборную Норвегии | Матчи Троннсена за сборную Норвегии | Матчи Троннсена за сборную Норвегии | Матчи Троннсена за сборную Норвегии |
| ----------------------------------- | ----------------------------------- | ----------------------------------- | ----------------------------------- | ----------------------------------- | ----------------------------------- |
| №                                   | Дата                                | Соперник                            | Счёт                                | Голы Троннсена                      | Соревнование                        |
| 1                                   | 29 мая 2016                         | Португалия                          | 0:3                                 | —                                   | Товарищеский матч                   |
| 2                                   | 13 июня 2017                        | Швеция                              | 1:1                                 | —                                   | Товарищеский матч                   |
| 3                                   | 11 ноября 2017                      | Македония                           | 0:2                                 | —                                   | Товарищеский матч                   |
| 4                                   | 14 ноября 2017                      | Словакия                            | 0:1                                 | —                                   | Товарищеский матч                   |

Итого: 4 матча / 0 голов; 0 побед, 1 ничья, 3 поражения.

## Достижения
«Русенборг»
- Победитель чемпионата Норвегии (2) — 2017, 2018
- Обладатель Кубка Норвегии — 2018